# Stop (Kentucky)
Stop est une zone non incorporée (Unincorporated community) du comté de Wayne dans le Kentucky.
L'origine du nom de la localité reste obscure.